# Sancta Crux
Sancta Crux – Časopis opatije Heiligenkreuz (nemško Sancta Crux – Zeitschrift des Stiftes Heiligenkreuz) je letnik cistercijanske opatije Heiligenkreuz, ki izhaja od leta 1926.

## Zgodovina
Izdajanje časopisa Sancta Crux so leta 1926 začeli mladi cistercijanski menihi opatije Heiligenkreuz. Sprva so izhajale štiri izdaje po osemnajst strani na leto: za urejanje je bil odgovoren pater Karl Braunstorfer, za tisk pa je skrbel juniorat samostana Heiligenkreuz. Teme večine prispevkov so bile o življenju v samostanu, članki o zgodovini opatije Heiligenkreuz, novice iz cerkvenih redov, verska hagiografija in pesmi, nekaj priložnostnih slik ali fotografij, ki opisujejo kakšna zanimiva doživetja in včasih tudi uganke. V izvirnih izdajah so bili prispevki večinoma namenjeni mladim in šolarjem. Sčasoma je postajala vse bolj izrazita resnost sodelavcev, ki se ukvarjajo z vsebinskim pristopom k različnim temam, in njihova tehnična zasnova, kot je bilo na primer grafično oblikovanje naslovnice iz leta 1929, na kateri je nad Kristusovim monogramom upodobljena Davidova zvezda kot vzorec strehe na samostanski cerkvi. Davidova zvezda se pojavlja tudi v kasnejših izdajah, nazadnje leta 1933.
Izvodi letopisov, ki so izhajali od 1926 do 1933, so v arhivu in knjižnici opatije Heiligenkreuz in nikoli niso bili v javni prodaji: te izdaje vsebujejo dragocene podatke o marsičem, kar se je dogajalo v samostanu, Dunajski nadškofiji in cistercijanskem redu. Poleg tega te publikacije dokumentirajo tudi izrazito zanimanje samostanske mladine za meništvo, pobožnost in češčenje Svetega križa v medvojnem obdobju, vse z velikim zavzetjem in zaslugami takratnega opata Gregorja Pöcka in učitelja novincev patra Karla Braunstorferja.
Med in v letih takoj po Drugi svetovni vojni, od 1939 do 1949, časopis Sancta Crux ni izhajal. Potem ko so jo leta 1949 cistercijani opatije Heiligenkreuz nadaljevali z izdajanjem, je časopis bil nekoliko drugače profiliran; pater Karl Braunstorfer − prvi urednik revije − pa je medtem postal opat opatije Heiligenkreuz. Opat Braunstorfer je imel v mislih tri skupine bralcev, ki jim je želel ponuditi in omogočiti dolgoročnejšo naročnino na časopis: članke iz življenja menihov naj bi pošiljali in oblikovali v skladu s cistercijanskimi ideali, poročila pa iz vključenih župnij samostana so spodbujala povezanost med sobrati v župnijah in sobrati v samostanu. Poleg tega je bil časopis namenjen molitveni skupnosti "Prijatelji Svetega križa" kot vir stalnega duhovnega navdiha. Vse tri skupine so bile zelo zainteresirane za članke o zgodovini opatije Heiligenkreuz, ki so bili redno posebej pomemben del vsebine in tematike časopisa.
Glede na vsoto prispevkov in pisnih pričevanj številnih zelo pomembnih avtorjev in teologov je Sancta Crux ena najdragocenejših publikacij o zgodovini opatije Heiligenkreuz ter tematsko izjemno edinstveno in zelo relevantno berilo o zgodovinskem razvoju in pomenu opatije Heiligenkreuz.